# Open Physics Initiative
Open Physics Initiative (рус. открытая физическая инициатива) — проект, программа, разработанная американской компанией AMD совместно с Pixelux Entertainment по созданию нового физического движка реального времени, официальная задача которого — «вывести на новый уровень реализм в компьютерных играх, симуляторах и популярных приложениях».

## Технологическое описание
Суть «Open Physics Initiative» заключается в том, чтобы объединить проприетарный коммерческий научный физический движок Digital Molecular Matter, разработанный Pixelux, и свободный открытый физический движок реального времени Bullet Physics Library в единую систему, а также добавить к новообразованному программному комплексу поддержку открытого стандарта OpenCL. Кроме OpenCL, движок будет поддерживать DirectCompute (компонент DirectX 11) и ATI Stream. Графические карты с аппаратной поддержкой Direct3D 11 (например, серия Radeon 5xxx (Cypress) и GeForce 400) могут аппаратно исполнять код движка; таким образом, результирующий движок станет вторым движком после nVidia PhysX, который имеет аппаратную поддержку на графических картах.
От Bullet была взята часть, отвечающая за симуляцию динамики абсолютно твёрдых тел (англ. rigid body) и добавлена в Digital Molecular Matter как составная часть.
Trinigy Vision Engine, игровой движок, разработанный компанией Trinigy, начиная с марта 2010 года, использует в рамках программы Open Physics Initiative движки Digital Molecular Matter и Bullet Physics Library.
В рамках Open Physics Initiative AMD разработала новую реализацию метода гидродинамики сглаженных частиц, а также системы симуляции физики деформируемых тел и тканей, с учётом их выполнения на графических процессорах Radeon. Эта разработка была выполнена с применением OpenCL и DirectCompute. Было заявлено, что эта разработка будет распространяться как open source.

## Лицензирование
Финальный продукт будет содержать как открытый, так и проприетарный компонент. Например, лицензиат сможет бесплатно использовать в своём продукте свободную составную движка (которая реализована через свободный «Bullet»); чтобы получить возможности коммерческого «Digital Molecular Matter», нужно будет покупать лицензию.
8 марта 2010 года было официально объявлено, что для использования на персональных компьютерах Digital Molecular Matter будет распространяться по бесплатной лицензии.

## История разработки
Проект «Open Physics Initiative» был официально анонсирован 30 сентября 2009 года, когда AMD опубликовала официальный пресс-релиз на своём сайте. Было объявлено о подписании соглашения между Pixelux Entertainment и AMD по началу работы над проектом.
Согласно рейтингу журнала Game Developer, который был составлен летом 2009 года, наиболее популярным среди разработчиков является «nVidia PhysX», который занимает 26,8%. «Bullet» занимает третье место и 10,3%.
8 марта 2010 года AMD опубликовала новый пресс-релиз, в котором сообщила новые сведения о процессе разработки Open Physics Initiative. Было объявлено о связи проекта Open Physics Initiative с игровым движком Trinigy Vision Engine.
13 марта на GDC 2010, проходящей в Сан-Франциско, AMD представила общественности Open Physics Initiative в виде слайдов и первого демонстрационного ролика, на котором были показаны возможности и особенности движка.
22 сентября 2010 года вышла версия 2.77 физического движка «Bullet Physics Library», в которой в рамках Open Physics Initiative присутствовала поддержка аппаратного ускорения на графических процессорах через OpenCL и DirectCompute, однако аппаратное ускорение поддерживал лишь модуль симуляции одежды.

## Реакция прессы
Независимые рецензенты и обозреватели предполагают, что «Open Physics Initiative» направлен в первую очередь против nVidia PhysX, который является собственностью nVidia и базируется на закрытой платформе nVidia CUDA. PhysX поддерживает все основные игровые консоли и ПК, но ускорения работы через графический процессор можно добиться только путём применения закрытой технологии CUDA, которая, соответственно, работает только на процессорах GeForce разработки nVidia.